# John Howard Northrop
John Howard Northrop (Yonkers, 5 luglio 1891 – Wickenburg, 27 maggio 1987) è stato un biochimico statunitense.

## Biografia
Northrop nacque a Yonkers, nello stato di New York, e conseguì il PhD in chimica alla Columbia University nel 1915. Durante la prima guerra mondiale condusse una ricerca per l'esercito statunitense, nell'ambito della guerra chimica, sulla produzione di acetone ed etanolo attraverso la fermentazione. Questo lavoro lo portò a focalizzarsi sullo studio degli enzimi.
Nel 1929 isolò e cristallizzò l'enzima gastrico pepsina determinandone la natura proteica e nel 1938 isolò e cristallizzò il primo batteriofago caratterizzandolo quale nucleoproteina. Northrop isolò e cristallizzò anche altri enzimi quali il pepsinogeno (il precursore della pepsina), la tripsina, la chimotripsina e la carbossipeptidasi. Grazie ai suoi studi sugli enzimi vinse nel 1946 il premio Nobel per la chimica insieme con James Batcheller Sumner e Wendell Meredith Stanley.
Importante fu la sua pubblicazione nel 1939 del libro Crystalline Enzymes.  Northrop lavorò per il Rockefeller Institute for Medical Research a New York dal 1916 al 1961, anno del suo ritiro. Durante la seconda guerra mondiale si dedicò allo studio dei meccanismi di azione dei gas tossici e ai metodi analitici per determinarli praticamente. Nel 1949 venne anche nominato professore di batteriologia all'università della California, ottenendo successivamente la cattedra di biofisica.